# 阿斯科利皮切諾
阿斯科利皮切諾（義大利語：Ascoli Piceno）是位於義大利中部馬爾凱大區阿斯科利皮切諾省的一個城市，為阿斯科利皮切諾省的首府所在地。有人口51,168人（2010年12月統計）。

## 历史
古罗马時代属于罗马帝国一部分。到了中世纪，于1189年获得自治市地位。文艺复兴以后成为教皇国一部分。十九世纪意大利统一后，为阿斯科利皮切诺省首府。

## 经济
以农业和工业为主。当地特产为橄榄油；工业方面则以机械、制药为主。

## 景点
城市历史中心部分的许多建筑都是用周围山脉中米白色的洞石建造。镇中心是文艺复兴风格的人民广场（Piazza del Popolo），周围环绕着这种石头的建筑。根据太阳和月亮的位置，颜色不断变化。 几个街区外的阿林戈广场（Piazza Arringo），是该镇的行政和宗教中心，周围环绕着 阿斯科利皮切诺主教座堂、洗礼堂、主教官邸和阿伦戈宫。根据传统，阿斯科利皮切诺在中世纪曾建有大约200座塔楼，今天仍可见到大约50座塔楼。
主要景点包括：

### 教堂
- 阿斯科利皮切诺主教座堂，供奉圣爱米巨，藏有卡罗·克里韦利的圣爱米巨祭坛画
- 圣爱米巨洞穴堂（Tempietto di Sant'Emidio alle Grotte）
- 圣爱米巨红教堂（Tempietto di Sant'Emidio Rosso）
- 圣方济各圣殿（San Francesco）: 哥特式建筑，始建于1258年，穹顶完成于1549年。侧门有儒略二世雕像，而中门有当地最精美的石灰华装饰。毗邻教堂的是16世纪的商人凉廊（Loggia dei Mercanti）, 文艺复兴风格
  - 拉扎罗·莫雷利亭（Edicola di Morelli）: 人民广场圣方济各堂外部的巴洛克式壁龛，内有一尊受人尊敬的圣母像，据说是由吉安·洛伦佐·贝尼尼的徒弟拉扎罗·莫雷利设计。
- 圣方济各修道院：毗邻圣方济各圣殿，至今仍保留其中两个回廊。这里曾经是一个著名的文化中心，教宗思道五世曾是这里的学生。
- 圣奥斯定堂（Sant'Agostino）：14世纪的教堂，最初只有一个中殿，在15世纪后期增加两个侧廊。矩形立面，入口建于1547年，与圣爱米巨的入口相似。修道院内有镇图书馆、当代美术馆和礼堂。
- 圣基多福堂（San Cristoforo）：是一座巴洛克建筑，位于该市历史中心。
- 圣多明我堂（San Domenico）：原为修道院，现为学校，保存有文艺复兴风格的回廊，上面有17世纪的湿壁画。
- 葡萄园圣母堂（Santa Maria Inter Vineas）: 13世纪教堂
- 圣伯铎堂（San Pietro Martire）: 13世纪教堂，侧门由尼古拉·菲洛特西奥建于1523年，当地人称为“阿玛特里斯可乐”（Cola d'Amatrice）.内部有珍贵的荆棘王冠圣髑匣，系法王腓力四世赠送的礼物。
- 圣多默宗徒堂（San Tommaso）:罗马式建筑，建于1069年，壁柱来自邻近的古罗马圆形剧场。
- 圣维多堂（San Vittore）:罗马式建筑，创建于996年，有一座低矮的钟楼。

### 世俗建筑

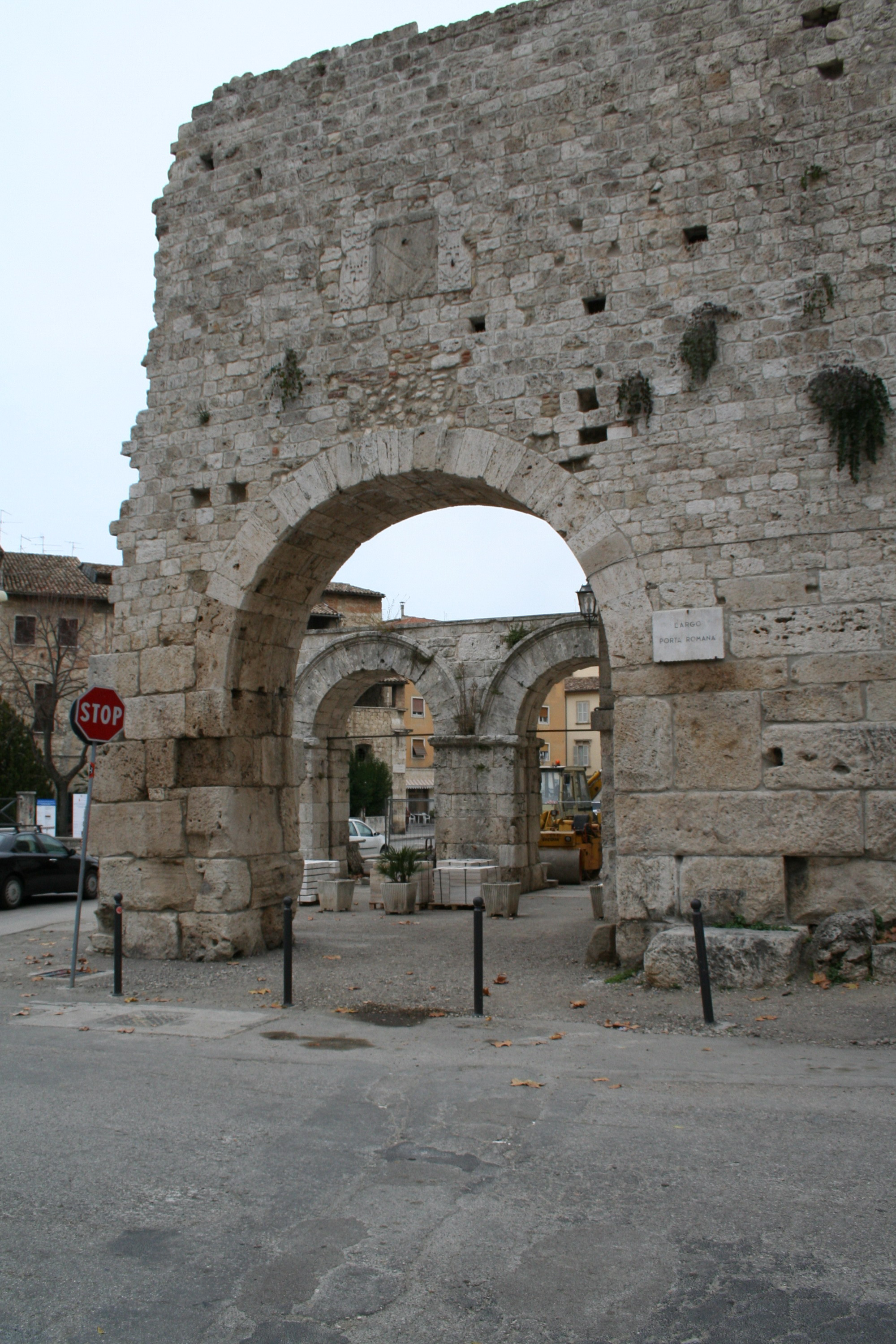
杰米纳门

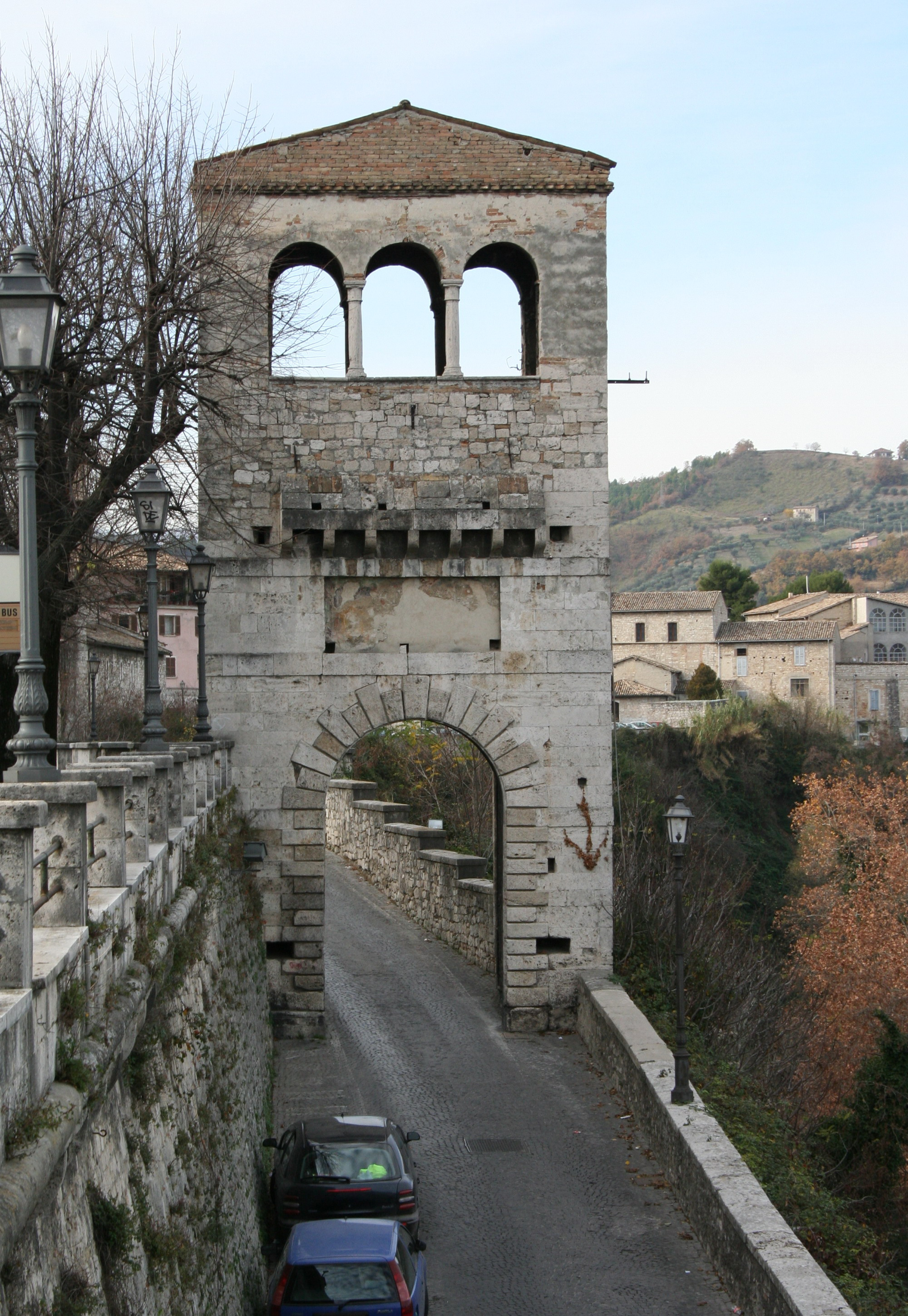
图菲拉门

- 人民代表宫（Palazzo dei Capitani del Popolo），建于13世纪，连接了三座先前存在的建筑，曾是执政官、人民代表以及后来教皇总督的驻地。15世纪，南侧进行扩建，1520年，后侧增加了风格主义立面。1535年进行全面翻新，1549年增建了一个新门及教宗保禄三世雕像。
- 阿伦戈宫，靠近主教座堂
- 马拉斯皮纳宫（Palazzo Malaspina）: 位于梅兹尼大道，原来的14世纪建筑，重建于16世纪，使用建筑师Cola dell'Amatrice的设计。
- 罗马索莱斯塔桥（Solestà）
- 杰米纳门（Porta Gemina）：一座古罗马城门，建于公元前1世纪，萨拉里亚道由此进入城市。古代剧院的废墟就在附近。它有两个通道，每个高5.7米，宽2.95米。
- 图菲拉门（Porta Tufilla）：塔式城门，建于1552年至1555年，附属于图菲洛桥（Ponte Tufillo），这是一座建于1097年的中世纪桥梁，跨特隆托河
- 切科桥（Ponte di Cecco），得名于弗朗西斯科·德利·斯塔比利·希丘斯，跨卡斯特拉诺河，最近确认起源于罗马共和国时期
- 大桥（Ponte Maggiore），源自中世纪
- 商人凉廊（Loggia dei Mercanti）:建于16世纪，附属于圣方济各堂。由该市的羊毛贸易商行会出资建造，于1513年完工。
- 庇护堡垒（Fortezza Pia），1560年由教宗庇护四世重建（由此得名）。
- 马拉泰斯塔要塞（Malatesta Fortress），可能位于罗马浴场遗址上，由里米尼领主加莱奥托一世·马拉泰斯塔在对抗费尔莫的战争中重建。这座建筑在1978年之前一直用作监狱，1543年由小安东尼奥·达·桑加罗扩建。
- 圣母领报洞窟（Grotte dell'Annunziata）一个带壁龛的大型门廊，建于公元前2至1世纪，其原始功能尚不清楚（有人认为可能是军营或奴隶住宅，或设防的宫殿）[3]。

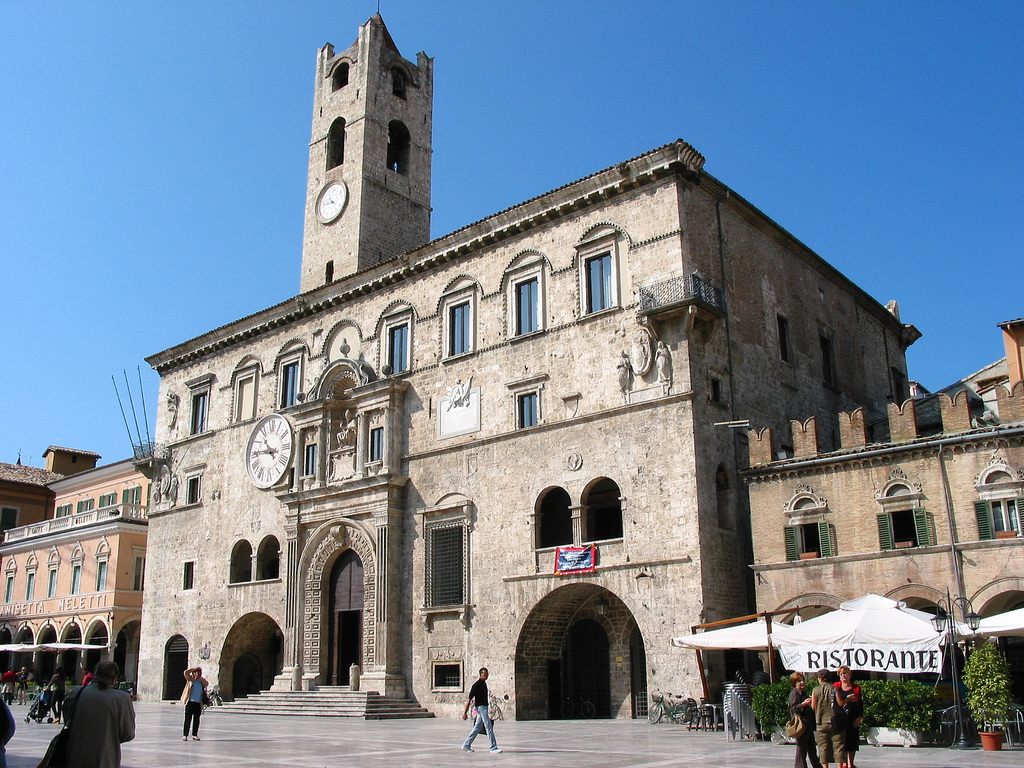
人民代表宫

## 友好城市
- 特里尔
- 馬西
- 查塔努加